# Chamberlainia collina
Chamberlainia collina là một loài rêu trong họ Brachytheciaceae. Loài này được Schleich. ex Müll. Hal. H. Rob. mô tả khoa học đầu tiên năm 1962.